# Pelourinho de Abreiro
O Pelourinho de Abreiro localiza-se na freguesia de Abreiro, município de Mirandela, distrito de Bragança, em Portugal.
Este pelourinho encontra-se classificado como Imóvel de Interesse Público desde 1933.